# جون ماهوني (لاعب كرة قدم)
جون ماهوني (بالإنجليزية: John Mahoney)‏ (20 سبتمبر 1946 في المملكة المتحدة - ) هو مدرب كرة قدم ولاعب كرة قدم بريطاني في مركز الوسط. شارك مع منتخب ويلز لكرة القدم. أما مع النوادي، فقد لعب مع ستوك سيتي وسوانزي سيتي ونادي كرو ألكساندرا ونادي ميدلزبره وكليفلاند ستوكرز.

## وصلات خارجية
- جون ماهوني على موقع الاتحاد الأوربي (الإنجليزية)
- جون ماهوني على موقع قاعدة بيانات كرة القدم.إي يو (الإنجليزية)
- جون ماهوني على موقع ناشيونال فوتبول تيمز (الإنجليزية)